# Eugeniusz Diakun
Eugeniusz Diakun (ur. 1951) – polski polityk i urzędnik, w latach 1994–1997 wicewojewoda słupski.

## Życiorys
W Świdwinie ukończył szkołę podstawową i średnią. Został członkiem Polskiego Stronnictwa Ludowego, od 1994 do 1997 pełnił funkcję wicewojewody słupskiego. Potem pracował w starostwie powiatowym w Słupsku, następnie od 2003 do 2016 pozostawał szefem tamtejszej delegatury Agencji Restrukturyzacji i Modernizacji Rolnictwa. Bez powodzenia kandydował do sejmiku pomorskiego w 2002.
W 1999 odznaczony Złotym Krzyżem Zasługi.